# Station Cononley
Cononley is een spoorwegstation van National Rail in Craven in Engeland. Het station is eigendom van Network Rail en wordt beheerd door Northern Rail. 